# Mine d'Ouenza
La mine d'Ouenza, est une mine de fer située à Ouenza dans la wilaya de Tébessa, en Algérie. Elle est la plus grande mine de fer d'Algérie.

## Histoire
Le droit d'explorer les gisements de l'Ouenza avait été conféré, du 26 février 1878 au 28 juillet 1886, à deux personnes qui se bornèrent à remettre en bon état quelques ouvrages anciens et à creuser une centaine de mètres de galeries. 
La mise en service de la mine de fer date de 1921.

## Caractéristiques
Le gisement s'étend sur une longueur de 5 km. Le minerai de fer est transporté par des trains vers le complexe sidérurgique d'El Hadjar.